# Wereldkampioenschappen tafeltennis 2014
De wereldkampioenschappen tafeltennis 2014 voor landenteams werd van 28 april tot 5 mei 2014 gehouden in het Yoyogi National Gymnasium en het Tokyo Metropolitan Gymnasium te Tokio, Japan. Het is de tweeënvijftigste editie van dit kampioenschap. Zowel bij de mannen als bij de vrouwen begon China aan het toernooi als titelverdediger.

## Uitslagen
| Categorie           | Goud                                                       | Zilver                                                                     | Brons |
| ------------------- | ---------------------------------------------------------- | -------------------------------------------------------------------------- | --- |
| Mannenteam Details  | China Fan Zhendong Ma Long Wang Hao Xu Xin Zhang Jike      | Duitsland Timo Boll Patrick Franziska Steffen Mengel Dimitrij Ovtcharov    | Chinees Taipei Chen Chien-an Chiang Hung-chieh Chuang Chih-yuan Huang Sheng-sheng Wu Chih-chi Japan Seiya Kishikawa Kenta Matsudaira Jun Mizutani Koki Niwa Masato Shiono |
| Vrouwenteam Details | China Chen Meng Ding Ning Li Xiaoxia Liu Shiwen Zhu Yuling | Japan Sayaka Hirano Yuka Ishigaki Kasumi Ishikawa Sakura Mori Saki Tashiro | Hongkong Doo Hoi Kem Jiang Huajun Lee Ho Ching Ng Wing Nam Tie Yana Singapore Feng Tianwei Isabelle Li Siyun Yee Herng Hwee Yu Mengyu                                     |